# ArcelorMittal Etxebarri
ArcelorMittal Etxebarri es la fábrica filial de la mayor compañía siderúrgica mundial ArcelorMittal.

## Actividad
La planta de Echévarri está situada en el área metropolitana de Bilbao, a orillas del río Nervión. Fabrican chapa con recubrimientos de estaño y cromo, utilizando como materia prima bobinas laminadas en frío. Etxebarri tiene capacidad para producir anualmente 350.000 toneladas de chapa de acero estañada, cromada y preparada.

## Historia

### Origen
El origen de ArcelorMittal Etxebarri se remonta a la expansión fabril del municipio que vino a coincidir con el período que transcurre entre 1950 y 1960, conocido como Segunda Industrialización Vasca, cuando toman asiento las primeras fábricas importantes: Metacal (1956), Funquímica (1957), Garay (1958) y Bandas (1959), la planta que estableció en Etxebarri la sociedad Altos Hornos de Vizcaya.

### Reivindicaciones
Laminación de Bandas en frío, creada con parámetros de cualificación y selección en la misma composición de su fuerza de trabajo, representaba, emblemáticamente, un factor renovador en todos los aspectos. Pero la filosofía productiva de la que se hizo alarde desde arriba, fue interpretada por la plantilla de otra manera. La situación provocó diferencias en las relaciones laborales dando lugar a una huelga en 1966 que duró 163 días. Las mujeres tuvieron un papel importante en la huelga, siendo alrededor de unas doscientas mujeres las que acudieron al llamamiento con el fin de apoyar las reivindicaciones de los representantes obreros del Jurado de Empresa reunidos en la sede del sindicato. La ocupación de las mujeres se extendió durante más de cuatro horas y generó una situación que desbordó a las autoridades. En este contexto la incorporación de las mujeres al conflicto a través de diversas acciones, incluida la participación en algunas asambleas, los encierros en la iglesia de San Pedro o la confección y distribución de las hojas informativas diarias, contribuyó a reforzar la moral de los huelguistas, al sentirse arropados por sus familias. Toda la plantilla, hombres y mujeres, se mantuvo unida hasta el final, dando uno de los ejemplos más grandes de la Historia del Movimiento Obrero y demostrando de lo que se es capaz cuando se posee la unidad.

### Reconversiones

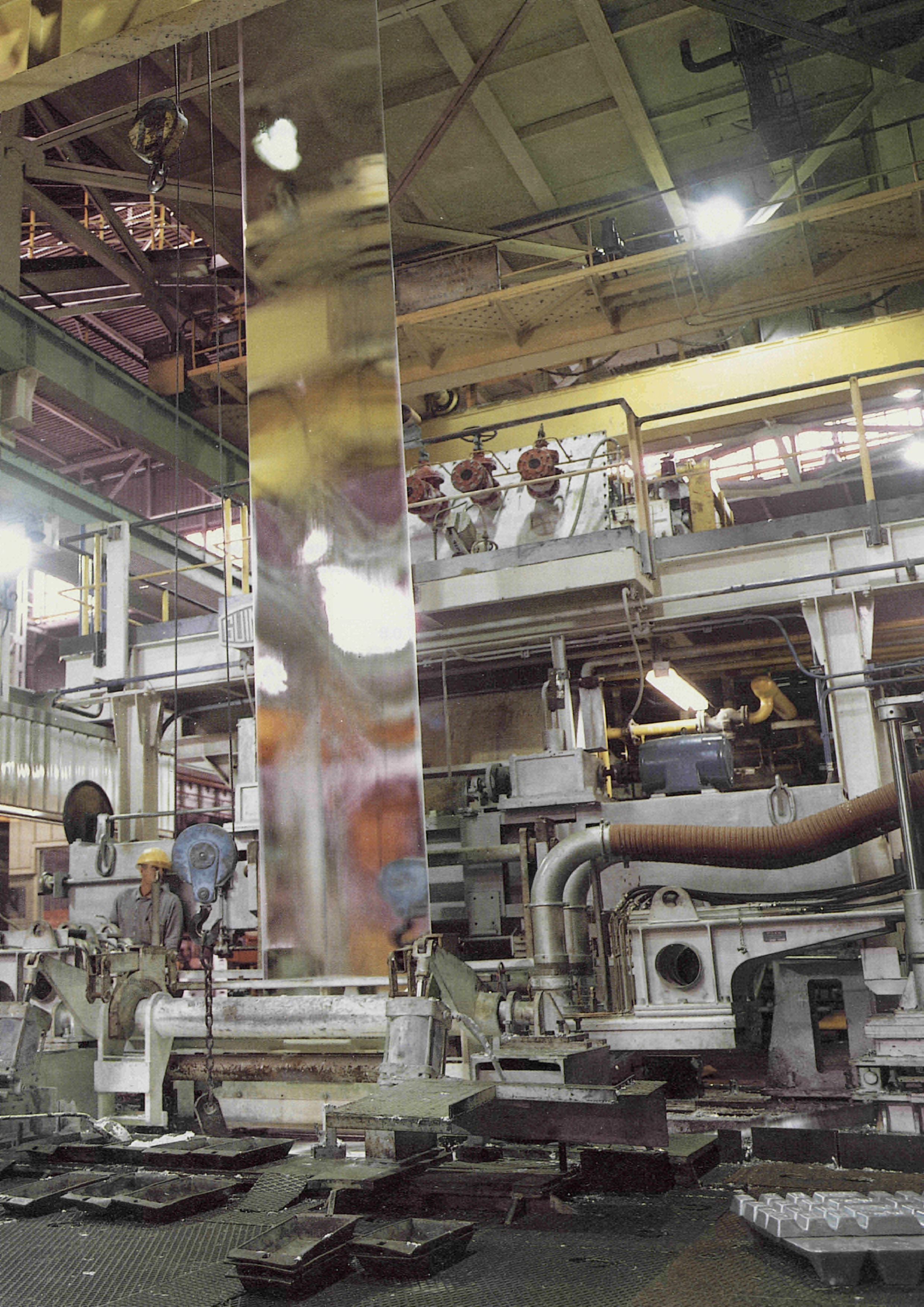
Fleje de acero a la salida del crisol de zinc de la línea de galvanizado, año 1989.

En la década de 1990, tras dos reconversiones, tuvo lugar la concentración de las principales siderúrgicas españolas. De la unión de ENSIDESA, Altos Hornos de Vizcaya y Altos Hornos del Mediterráneo, nacería la Corporación de la Siderurgia Integral. Posteriormente cambió su denominación a CSI Corporación Siderúrgica.
En diciembre de 1996, el presidente, García Hermoso, anunció la privatización de la compañía en tres fases: una alianza estratégica con un socio tecnológico-industrial; selección de otros socios industriales y por último, una oferta pública de acciones (OPV), que supondría la salida de la compañía a Bolsa.
En 1997 se firma el acuerdo para la alianza entre CSI y Arbed. Nace Aceralia. Aristrain y Gonvarri entran en la compañía que sale a Bolsa el 10 de diciembre de ese mismo año.
Tras dos duras reconversiones, que costaron dos billones de pesetas a las arcas públicas, Aceralia se convierte en un líder. Tanto, que Usinor quiso entrar en la compañía. El objetivo era formar un «campeón mundial». En 2001 nace Arcelor, que se fusiona en 2006 con la segunda compañía en volumen, MittalSteel y se crea la actual ArcelorMittal en julio de 2006.
En 2007 la planta del Grupo ArcelorMittal Echévarri presenta la nueva imagen de la empresa siderúrgica a su plantilla.

### Producción
En la planta de ArcelorMittal Echévarri se elaboran más de 200.000 toneladas anuales de hojalata, un tipo de acero recubierto de estaño destinado a la fabricación de envases para alimentación y bebidas. En la citada planta vasca se inició en 2016 la producción de un acero de mayor valor añadido patentado bajo el nombre comercial Maleïs destinado a tapas y anillas de envases de fácil apertura con mejores características mecánicas que productos similares, pero que en caso de este su elaboración es más sencilla.